# Сајпрес (Илиноис)
Сајпрес (енгл. Cypress) град је у америчкој савезној држави Илиноис.

## Демографија
По попису из 2010. године број становника је 234, што је 37 (-13,7%) становника мање него 2000. године.
| Група             | 2000.       | 2010.       |
| Белци             | 269 (99,3%) | 221 (94,4%) |
| Афроамериканци    | 0 (0,0%)    | 0 (0,0%)    |
| Азијати           | 0 (0,0%)    | 1 (0,4%)    |
| Хиспаноамериканци | 0 (0,0%)    | 10 (4,3%)   |
| Укупно            | 271         | 234         |